# کله بان
کله بان میربگ یک روستا در ایران است که در دهستان تشکن واقع شده‌است. کله بان ۲۷۸ نفر جمعیت دارد.